# Acronicta frigida
Acronicta frigida är en fjärilsart som beskrevs av Smith 1897. Acronicta frigida ingår i släktet Acronicta och familjen nattflyn. Inga underarter finns listade i Catalogue of Life.